# 저스티스 리그: 더 뉴 프런티어
《저스티스 리그: 더 뉴 프런티어》(영어: Justice League: The New Frontier)는 2008년 비디오 영화이다. 다윈 쿡의 만화 《DC: 더 뉴 프런티어》를 원작으로 하였으며, 쿡이 직접 제작과 각본 작업에도 참여했다.

## 출연진
- 데이비드 보리애너즈 - 할 조던
- 미겔 페러 - 존 존스
- 닐 패트릭 해리스 - 플래시
- 루시 롤리스 - 원더우먼
- 카일 매클라클런 - 슈퍼맨
- 렉스 랭 - 릭 플래그
- 키라 세지윅 - 로이스 레인
- 브룩 실즈 - 캐럴 페리스
- 제러미 시스토 - 배트맨